# Fuji (1896)
Fuji (富士) var ett slagskepp, av pre-dreadnought-typ, som tillhörde den kejserliga japanska flottan. Hon var Japans första egentliga slagskepp och det första fartyget i Fuji-klass, som hon utgjorde tillsammans med systerfartyget Yashima. Hon beställdes från den brittiska firman Thames Ironworks och sjösattes den 31 mars 1896. Fuji deltog i rysk-japanska kriget (1904-1905) och låg i täten av den japanska linjen under slaget vid Tsushima. 1910 omklassificerades hon som pansarskepp och brukades senare som träningsfartyg. Hon utrangerades 1923 och skrotades 1948.